# حزامية آسيوية
حزامية آسيوية (الاسم العلمي: Zostera asiatica) هي نوع من النباتات يتبع جنس الحزامية من الفصيلة الحزامية.